# Delisle (månkrater)
För andra betydelser, se Delisle.
Delisle är en nedslagskrater i östra delen av månhavet Mare Imbrium med en diameter av 25 km.
Delisle ligger norr om kratern Diophantus och precis nordväst om berget Mons Delisle. Mellan Delisle och Diophantus ligger Rima Diophantus, diameter 150 km. Nordost om Delisle ligger Rima Delisle, som har fått sitt namn efter kratern.
Kraterkanten är något polygon i sin form och har en låg höjd i centrum. Längs innerkanten har en liten del material rasat, men för övrigt uppvisar inte kratern några tecken på att ha skadats sedan nedslaget. 
Kratern Delisle och berget Mons Delisle har fått namn efter den franske astronomen Joseph Nicolas Delisle.

## Satellitkratrar
| Delisle | Latitud | Longitud | Diameter |
| ------- | ------- | -------- | -------- |
| K       | 29,0° N | 38,4° V  | 3 km     |